# Line (Triana Park-dal)
A Line (magyarul: Vonal) a lett Triana Park dala, mellyel Lettországot képviselték a 2017-es Eurovíziós Dalfesztiválon, Kijevben. A dal az LTV közszolgálati televízió Supernova című dalválasztó műsorában nyerte el az eurovíziós indulás jogát.

## Eurovíziós Dalfesztivál
A dalt az Eurovíziós Dalfesztiválon a május 9-i első elődöntőben adták elő, fellépési sorrendben tizennyolcadikként, utolsóként a Szlovéniát képviselő Omar Naber On My Way című dala után. Az elődöntőben a tizennyolcadik, utolsó helyen végeztek, így nem jutottak tovább a május 13-i döntőbe.
A következő lett induló Laura Rizzotto Funny Girl című dala volt a 2018-as Eurovíziós Dalfesztiválon.